# Keila (municipio)
Keila es un municipio rural de Estonia perteneciente al Condado de Harju, al noroeste del país, y el pueblo capital del mismo, siendo una de las 19 localidades del municipio, que también tiene 3 lugares.

## Localidades de Keila
Lugares: Karjaküla, Klooga, Keila-Joa
Localidades: Illurma, Keelva, Kersalu, Kloogaranna, Kulna, Käesalu, Laoküla, Laulasmaa, Lehola, Lohusalu, Maeru, Meremõisa, Nahkjala, Niitvälja, Ohtu, Põllküla, Tuulna, Tõmmiku, Valkse.

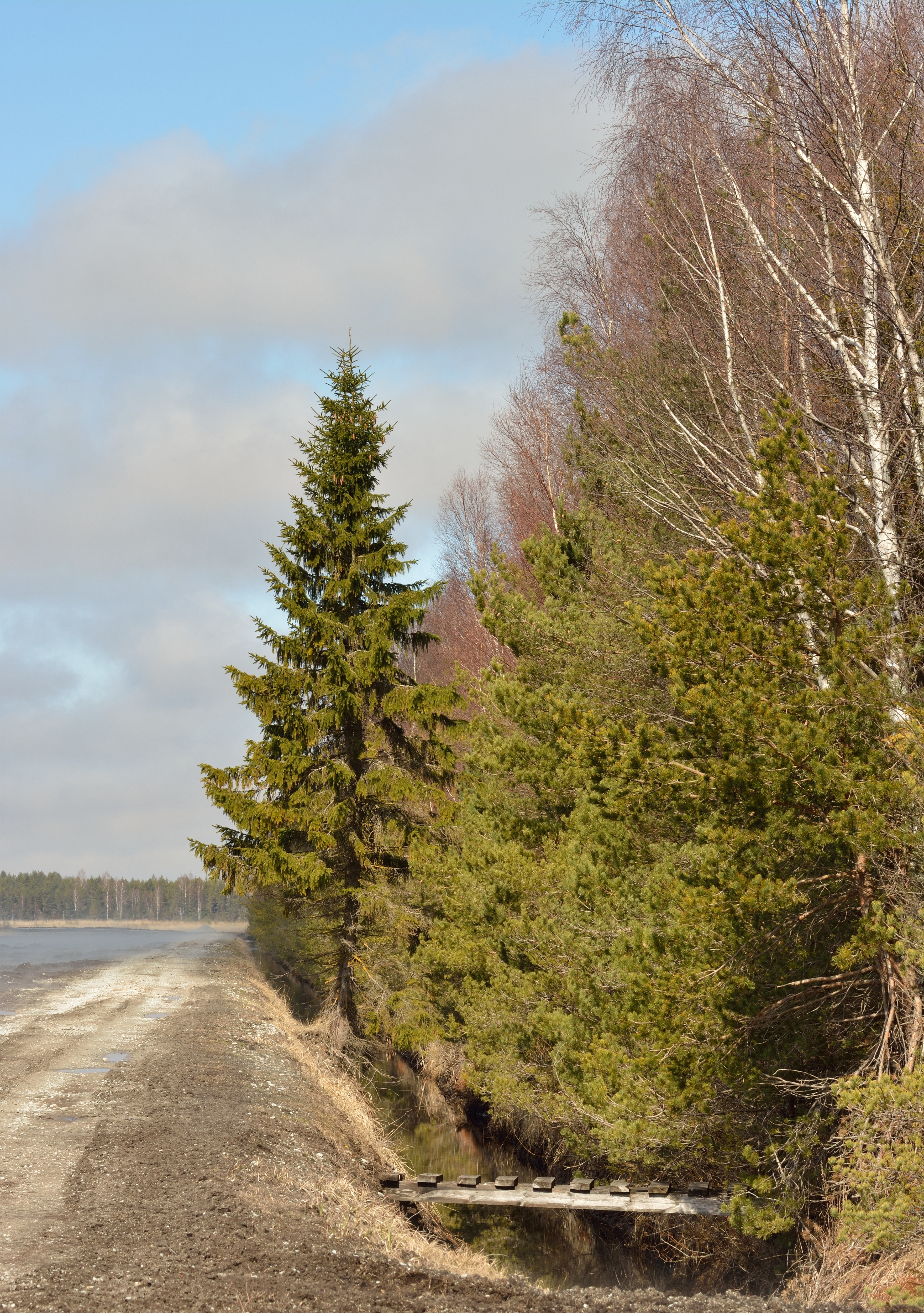
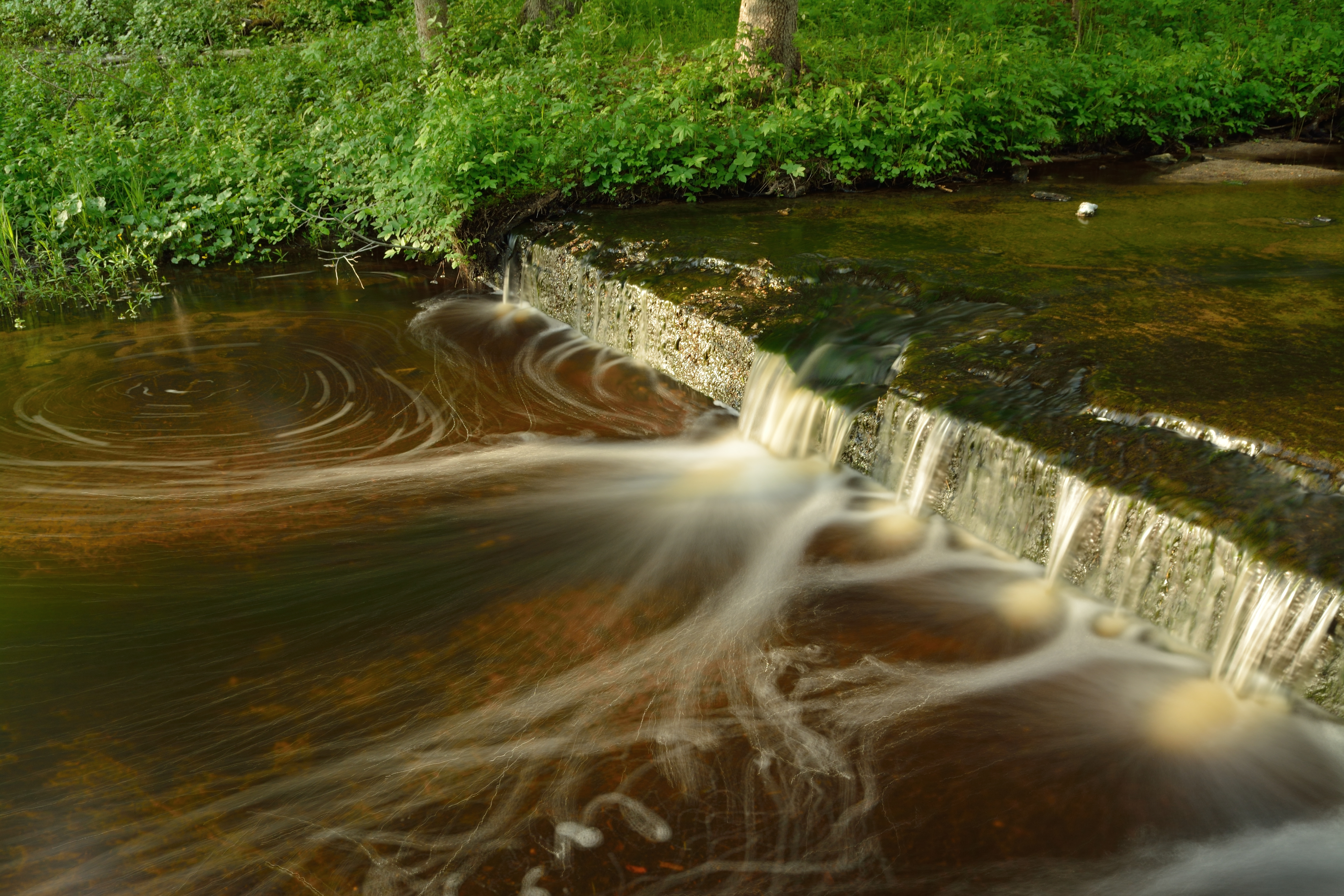
Treppoja
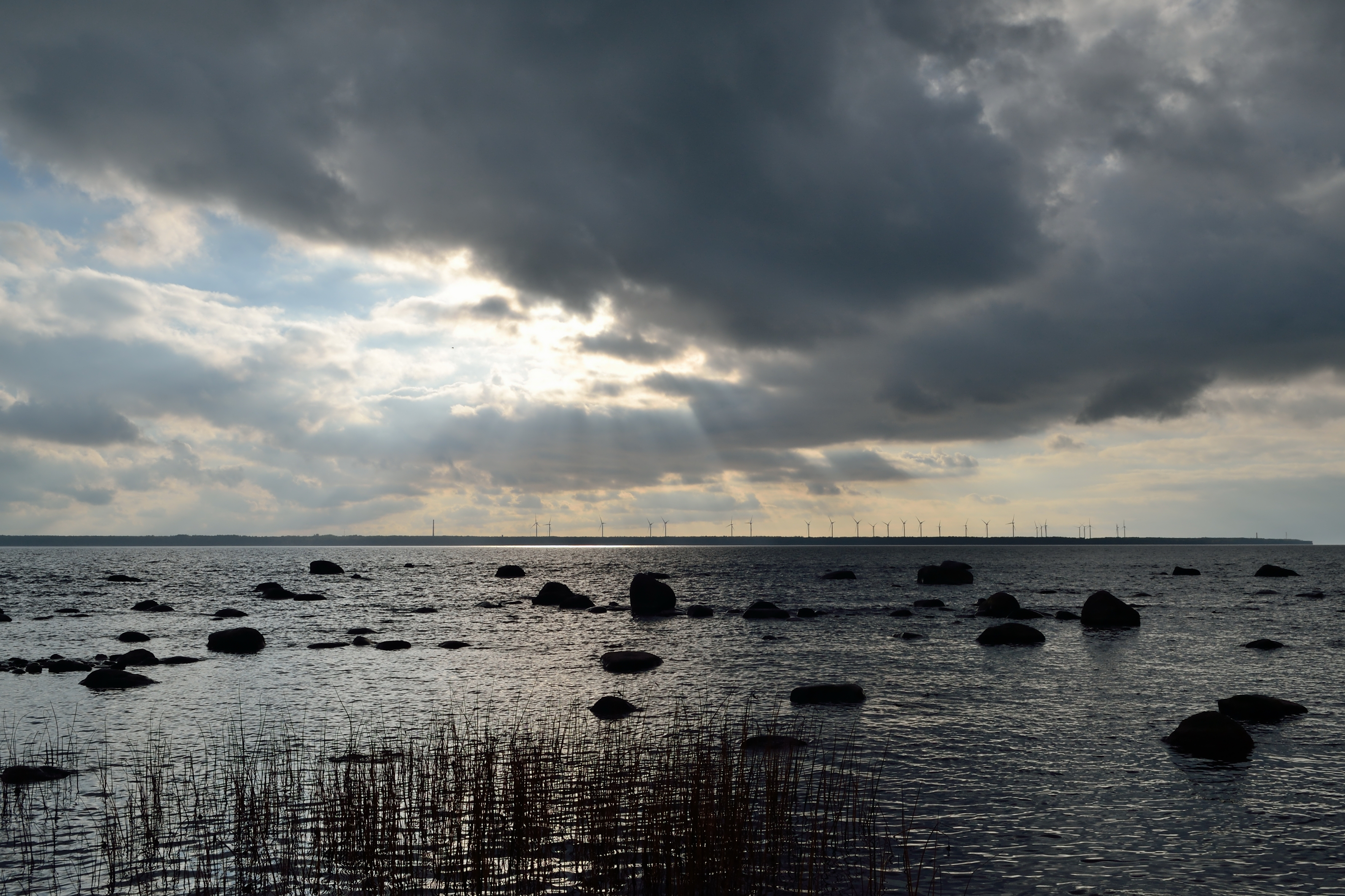
Bahia de Lahepere y Península de Pakri
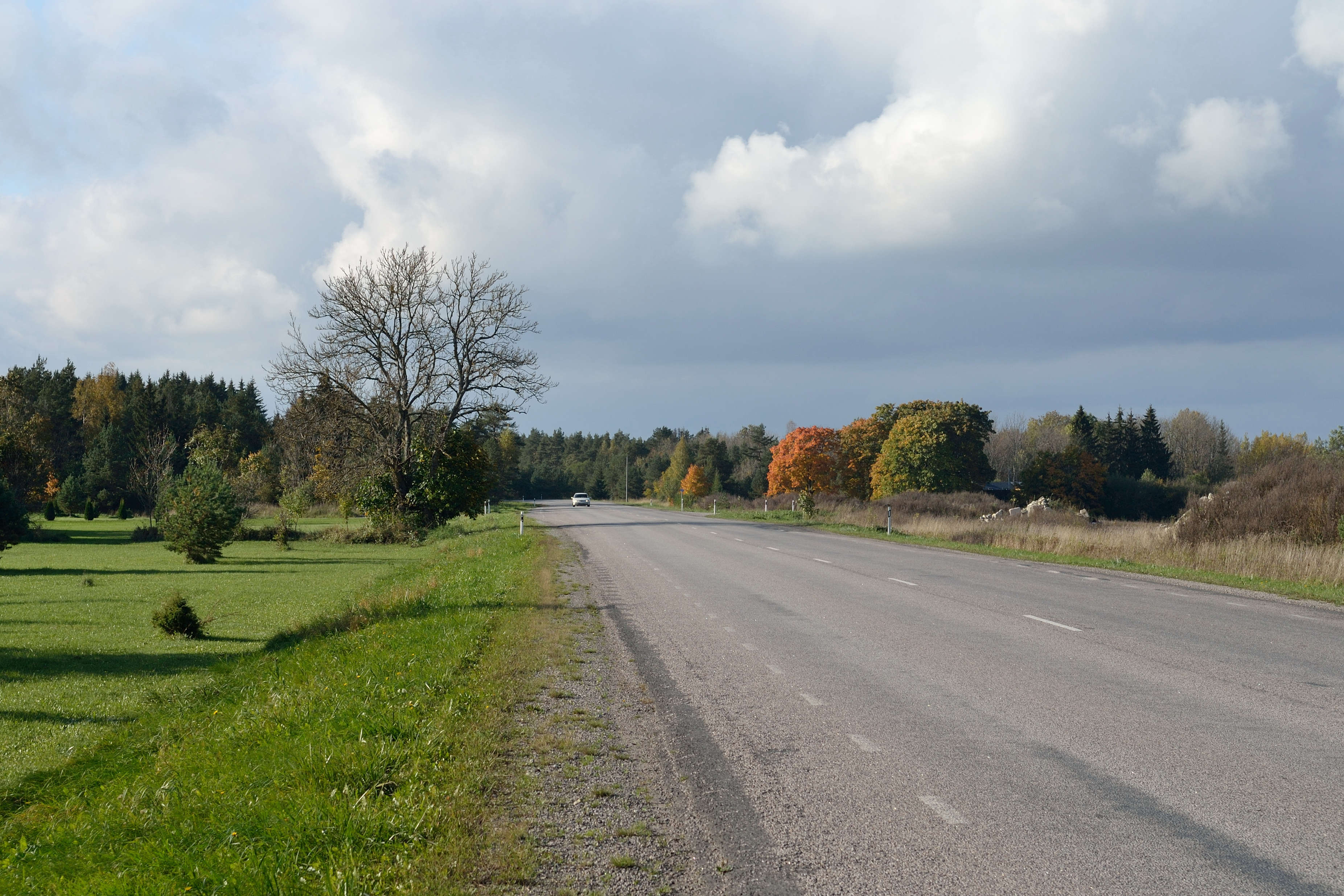